# Jerebika
Jerebíka (znanstveno ime Sorbus aucuparia) je listnato drevo z užitnimi plodovi. Njena domovina sta Evropa in zahodna Azija.

## Opis
Jerebika je srednje visoko drevo, ki le redko preseže 20 m v višino. Pogosto se grmičasto razraste. Deblo je vitko in valjasto, skorja pa pri mladih drevesih sivo rumenkasta, pri starejših pa črnikasta in po dolgem razpokana. Krošnja je redka in okrogla. Les jerebike je lepe rdečkaste barve in je izjemno priljubljen za izdelavo struženih predmetov in pohodnih palic. V preteklosti so verjeli, da jerebikin les podi zle duhove, iz česar izhaja priljubljenost izdelave pohodnih palic iz njenega lesa. 
Listi so sestavljeni in imajo od pet do trinajst podolgovatih, na bazi celorobih, sicer pa ostro narezanih lističev. Cvetovi, ki se pojavijo od maja do junija so drobni in združeni v kobule bele barve. Plodovi so drobne, do 1 cm velike rdeče jagode (botanično so to pečkati plodovi), ki so prav tako združene v »grozde«. Razmnožuje se s semeni, ki jih pomagajo širiti ptice, in ki lahko vzkalijo tudi nekaj let po tem, ko so bila odvržena.

## Razširjenost
Jerebika dobro prenaša nizke temperature, zato se je razširila povsod po Evropi in zahodni Aziji vse do visokogorja. Zaradi privlačnega izgleda ob cvetenju in zorenju, jo pogosto kot okrasno drevo sadijo v sadovnjake in parke. Zaradi trdoživosti je primerna tudi za pogozdovanje. V Sloveniji je pogosta na Dolenjskem, kjer jo je najti predvsem po Gorjancih.

## Uporaba
Plodovi so užitni tudi za ljudi, zato iz njih ponekod kuhajo marmelado, ponekod jo kandirajo, v Angliji pa jo kuhajo kot prilogo k divjačini. Bogata je z vitaminoma C in A, zato se plodovi jerebike v ljudskem zdravilstvu uporabljajo kot zdravilo proti prehladu, sicer pa naj bi bila tudi dober diuretik, emenagog, adstringens in antiskorbutik. Uporabljali so jo tudi kot zdravilo za domače živali.